# Obsjtina Dobritj-Selska
Obsjtina Dobritj-Selska (bulgariska: Община Добрич-Селска) är en kommun i Bulgarien.   Den ligger i regionen Dobritj, i den nordöstra delen av landet, 400 km öster om huvudstaden Sofia.
Obsjtina Dobritj-Selska delas in i:
- Altsek
- Batovo
- Benkovski
- Bozjurovo
- Branisjte
- Vedrina
- Vladimirovo
- Vodnjantsi
- Pobeda
- Dolina
- Dontjevo
- Enevo
- Zjitnitsa
- Karapelit
- Kozlodujtsi
- Kotlentsi
- Ljaskovo
- Lovtjantsi
- Lomnitsa
- Metodievo
- Ovtjarovo
- Odrintsi
- Odărtsi
- Paskalevo
- Platjidol
- Podslon
- Rosenovo
- Svoboda
- Smolnitsa
- Stefan Karadzja
- Stefanovo
- Stozjer
- Feldfebel Denkovo
- Tsarevets
- Tjerna

Trakten runt Obsjtina Dobritj-Selska består till största delen av jordbruksmark. Runt Obsjtina Dobritj-Selska är det ganska tätbefolkat, med 222 invånare per kvadratkilometer.